# 大場町 (横浜市)

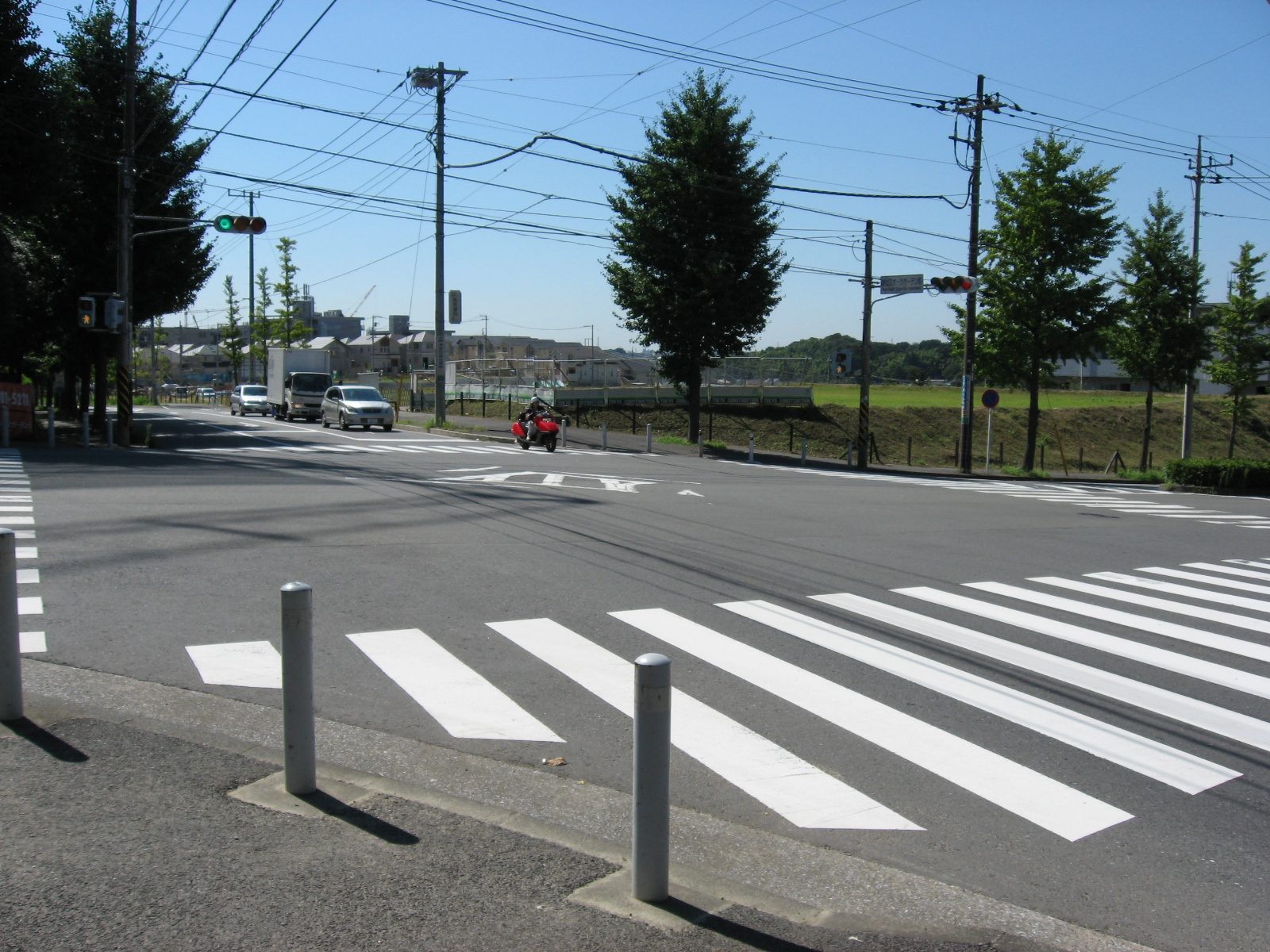
あざみ野ガーデンズ前交差点。大場町・すすき野一丁目・黒須田の境。

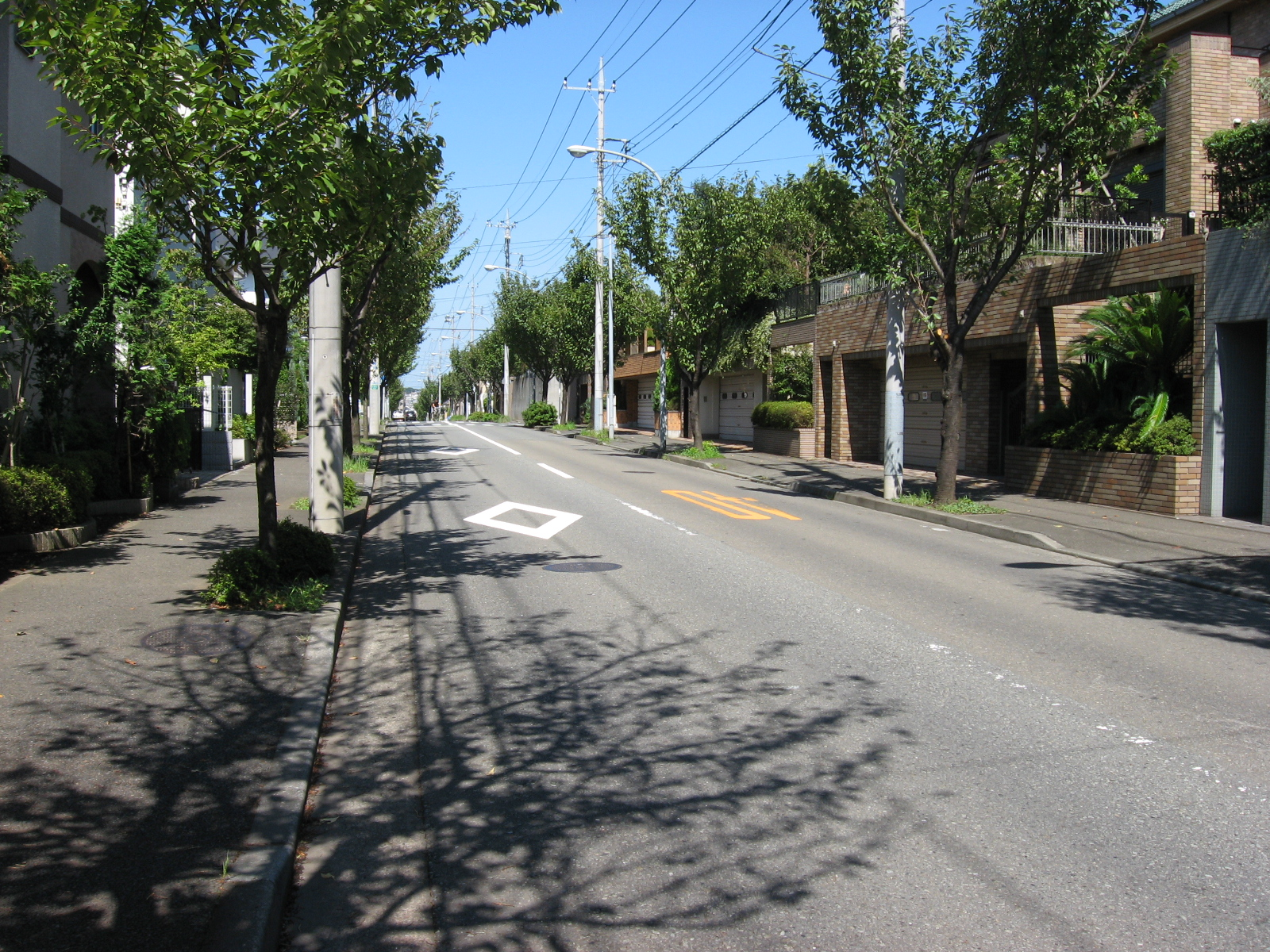
「大場坂上」バス停付近

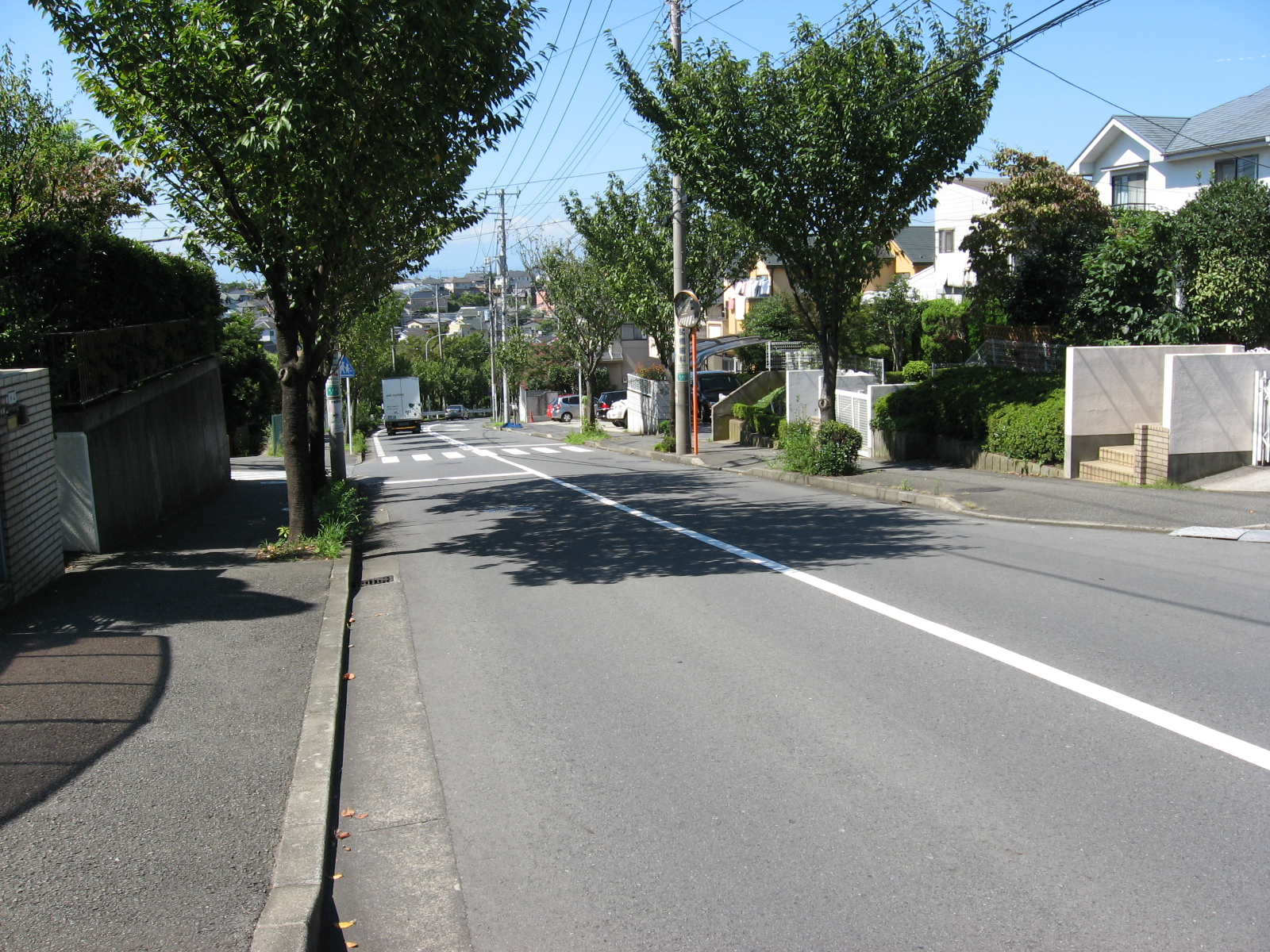
大場かやの木公園付近

大場町（おおばちょう）は、神奈川県横浜市青葉区の地名。「丁目」の設定のない単独町名である。住居表示未実施区域。

## 地理
横浜市青葉区東部に位置する。地域内は東急と三菱重工業グループによって開発された住宅街を中心に、田園風景も残る地域である。一部では住宅街のイルミネーションが行われる。地域の西端に黒須田川、南端に大場川が流れ、地域内には横浜市水道局西部給水維持課青葉事務所がある。また、14才の母（2006年）、マイ☆ボス マイ☆ヒーロー（2006年）、イグアナの娘（1996年）などの収録が当地で行われた。
東はあざみ野・みすずが丘、西は鉄町・黒須田、南は市ケ尾町、北はすすき野・荏子田・元石川町と接している。

### 地価
住宅地の地価は、2025年（令和7年）1月1日の公示地価によれば、大場町368番42外の地点で27万4000円/m²となっている。

## 歴史

### 沿革
- 1868年（慶応4年）6月17日 - 神奈川府が設置され、神奈川府都筑郡大場村となる。
- 1868年（明治元年）9月1日 - 神奈川府が神奈川県となり、神奈川県都筑郡大場村となる。
- 1889年（明治22年）4月1日 - 町村制の施行により、都筑郡市ヶ尾村、上谷本村、下谷本村、成合村、寺家村、鴨志田村、鉄村、黒須田村、西八朔村、北八朔村、小山村、青砥村および下麻生村の一部と合併し、都筑郡中里村大字大場となる。
- 1939年（昭和14年）4月1日 - 横浜市に編入し、新市域の一部より港北区となる。また、大字が町となり、横浜市港北区大場町となる[6]。
- 1949年（昭和24年）4月1日 - 耕地整理に伴い、市ケ尾町との境界を変更する[7]。
- 1969年（昭和44年）10月1日 - 港北区から緑区が分区。横浜市緑区大場町となる[8]。
- 1972年（昭和47年）11月1日 - 市ケ尾町との境界を変更する[9]。
- 1974年（昭和49年）9月15日 - 土地区画整理事業（嶮山第二）[10]に伴い、一部を黒須田町、新設されたすすき野一丁目に編入し、元石川町との境界を変更する[11]。
- 1976年（昭和51年）1月15日 - 土地区画整理事業（元石川大場）[10]に伴い、一部を新設されたあざみ野二丁目、あざみ野三丁目に編入し、元石川町の一部を編入する[12]。
- 1977年（昭和52年）11月21日 - 町名町界地番整理事業に伴い、黒須田町の一部を編入する[13]。
- 1980年（昭和55年）7月6日 - 土地区画整理事業（市ケ尾第二）[10]に伴い、一部を市ケ尾町に編入する[14]。
- 1984年（昭和59年）4月29日 - 土地区画整理事業（荏子田）[10]に伴い、一部を荏子田三丁目に編入する[15]。
- 1989年（平成元年）7月16日 - 土地区画整理事業（大場第一）[10]に伴い、一部を新設された黒須田に編入する[16]。
- 1991年（平成3年）8月25日 - 土地区画整理事業（黒須田）[10]に伴い、黒須田町の一部を編入する[17]。
- 1992年（平成4年）9月6日 - 土地区画整理事業（赤田）[10]に伴い、一部をあざみ野二丁目、あざみ野三丁目、荏田町の一部を編入する[17]。
- 1994年（平成6年）11月6日 - 港北区と緑区を再編し、青葉区と都筑区を新設。横浜市青葉区大場町となる[18]。
- 1995年（平成7年）3月16日 - 土地区画整理事業（大場第二）[10]に伴い、一部を新設されたみすずが丘に編入する[19]。
- 2022年（令和4年）11月16日 - 土地区画整理事業（大場第四）[10][20]に伴い、みすずが丘との境界を変更する。

### 地名の由来
鎌倉時代に、大場三郎というものが居住していたことから「大場」としたという説、「オーバ」が（宮前の）広場を意味することから「大場」となったという説がある。

### 町名の変遷
| 実施後 | 実施年月日     | 実施前（各町名ともその一部） |
| ------ | -------------- | ---------------------------- |
| 大場町 | 昭和14年4月1日 | 大字大場                     |

## 世帯数と人口
2025年（令和7年）6月30日現在（横浜市発表）の世帯数と人口は以下の通りである。
| 町丁   | 世帯数    | 人口    |
| ------ | --------- | ------- |
| 大場町 | 3,795世帯 | 9,390人 |

### 人口の変遷
国勢調査による人口の推移。
| 年                 | 人口  |
| ------------------ | ----- |
| 1995年（平成7年）  | 5,737 |
| 2000年（平成12年） | 6,897 |
| 2005年（平成17年） | 8,215 |
| 2010年（平成22年） | 8,680 |
| 2015年（平成27年） | 9,127 |
| 2020年（令和2年）  | 9,214 |

### 世帯数の変遷
国勢調査による世帯数の推移。
| 年                 | 世帯数 |
| ------------------ | ------ |
| 1995年（平成7年）  | 1,907  |
| 2000年（平成12年） | 2,326  |
| 2005年（平成17年） | 2,766  |
| 2010年（平成22年） | 2,957  |
| 2015年（平成27年） | 3,240  |
| 2020年（令和2年）  | 3,416  |

## 学区
市立小・中学校に通う場合、学区は以下の通りとなる（2024年11月時点）。
| 番地 | 小学校                     | 中学校                                        |
| --- | -------------------------- | --------------------------------------------- |
| 87〜96番地 103番地の1・6〜78・95〜99 107番地〜155番地の1 155番地の31〜82 261〜277番地、901〜905番地 925〜1006番地、1014〜1034番地 1205〜1209番地 | 横浜市立市ヶ尾小学校       | 横浜市立もえぎ野中学校                        |
| 384番地の20〜26 | 横浜市立あざみ野第二小学校 | 横浜市立あざみ野中学校                        |
| 1〜86番地、97〜102番地 103番地の2・4〜5 104〜106番地、155番地の2〜30 156〜209番地、214番地の5〜8 216番地の1〜20・22〜終り 231番地の31・33〜37・62 235番地の1〜2、240〜241番地 242番地の14〜20、243〜249番地 278〜284番地、350番地の3〜4 | 横浜市立鉄小学校           | 横浜市立みたけ台中学校                        |
| 210番地〜214番地の4 214番地の9〜215番地 216番地の21、217番地〜231番地の30 231番地の32・38〜61 231番地の63〜234番地、235番地の3〜239番地 242番地の1〜13・242番地の21〜終り 250〜260番地、285〜350番地の2 350番地の5〜384番地の19 384番地の27〜398番地 400〜696番地、698〜837番地 845〜873番地、883〜887番地 906〜911番地、1035〜1036番地 1041番地、1062〜1204番地 1210〜1299番地、1301番地以降 | 横浜市立黒須田小学校       | 横浜市立すすき野中学校 横浜市立あざみ野中学校 |

## 事業所
2021年（令和3年）現在の経済センサス調査による事業所数と従業員数は以下の通りである。
| 町丁   | 事業所数  | 従業員数 |
| ------ | --------- | -------- |
| 大場町 | 151事業所 | 1,162人  |

### 事業者数の変遷
経済センサスによる事業所数の推移。
| 年                 | 事業者数 |
| ------------------ | -------- |
| 2016年（平成28年） | 128      |
| 2021年（令和3年）  | 151      |

### 従業員数の変遷
経済センサスによる従業員数の推移。
| 年                 | 従業員数 |
| ------------------ | -------- |
| 2016年（平成28年） | 1,101    |
| 2021年（令和3年）  | 1,162    |

## 施設
- あざみ野白ゆり幼稚園
- 大場白ゆり幼稚園
- あざみ野ガーデンズ
- 大場富士塚公園
- 大場かやの木公園
- 横浜市水道局西部給水維持課青葉事務所
- 稲荷前古墳群
- 薬王寺
- 諏訪神社

## ギャラリー

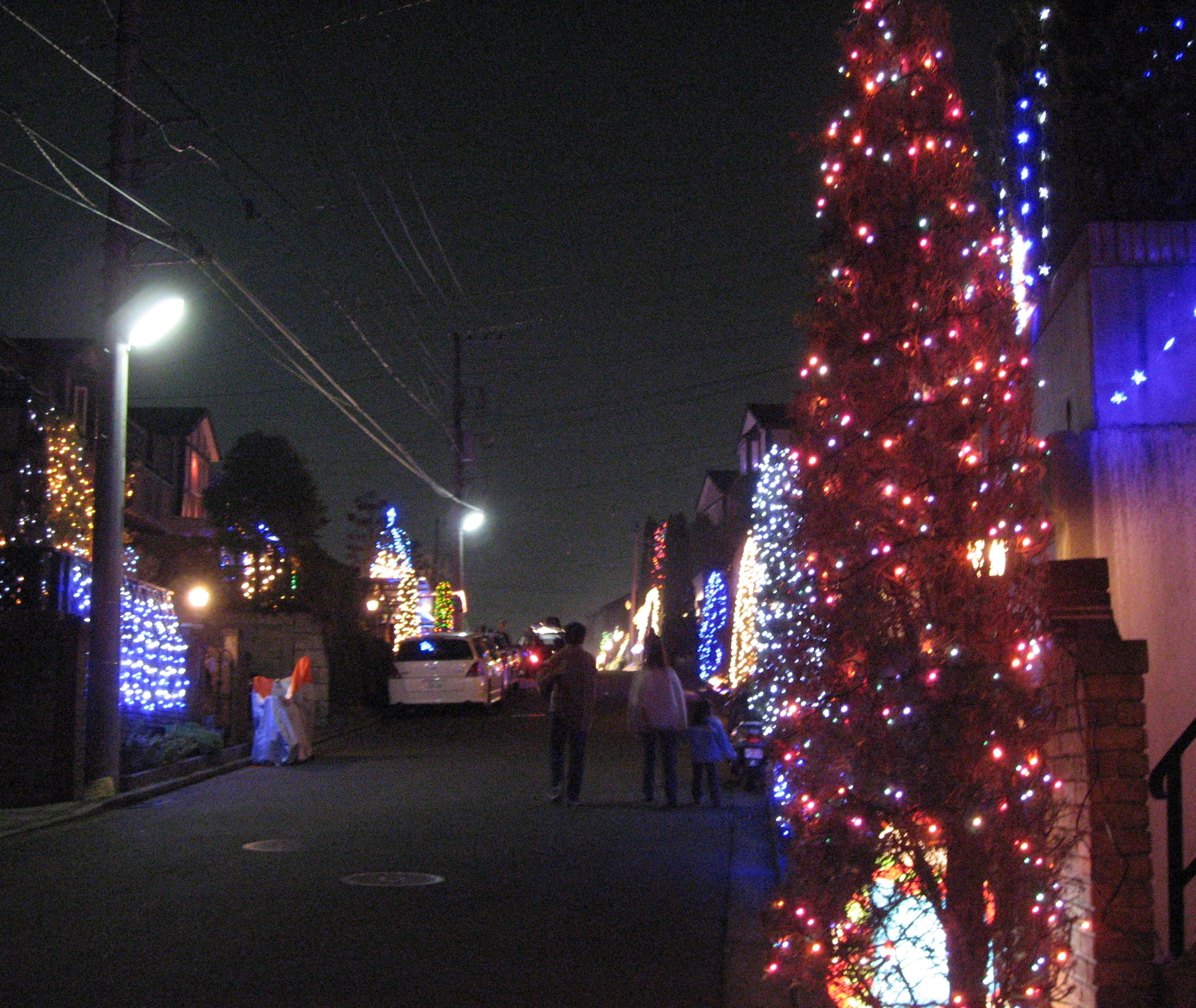
クリスマス イルミネーションで飾られた家々（2006年12月23日撮影）。
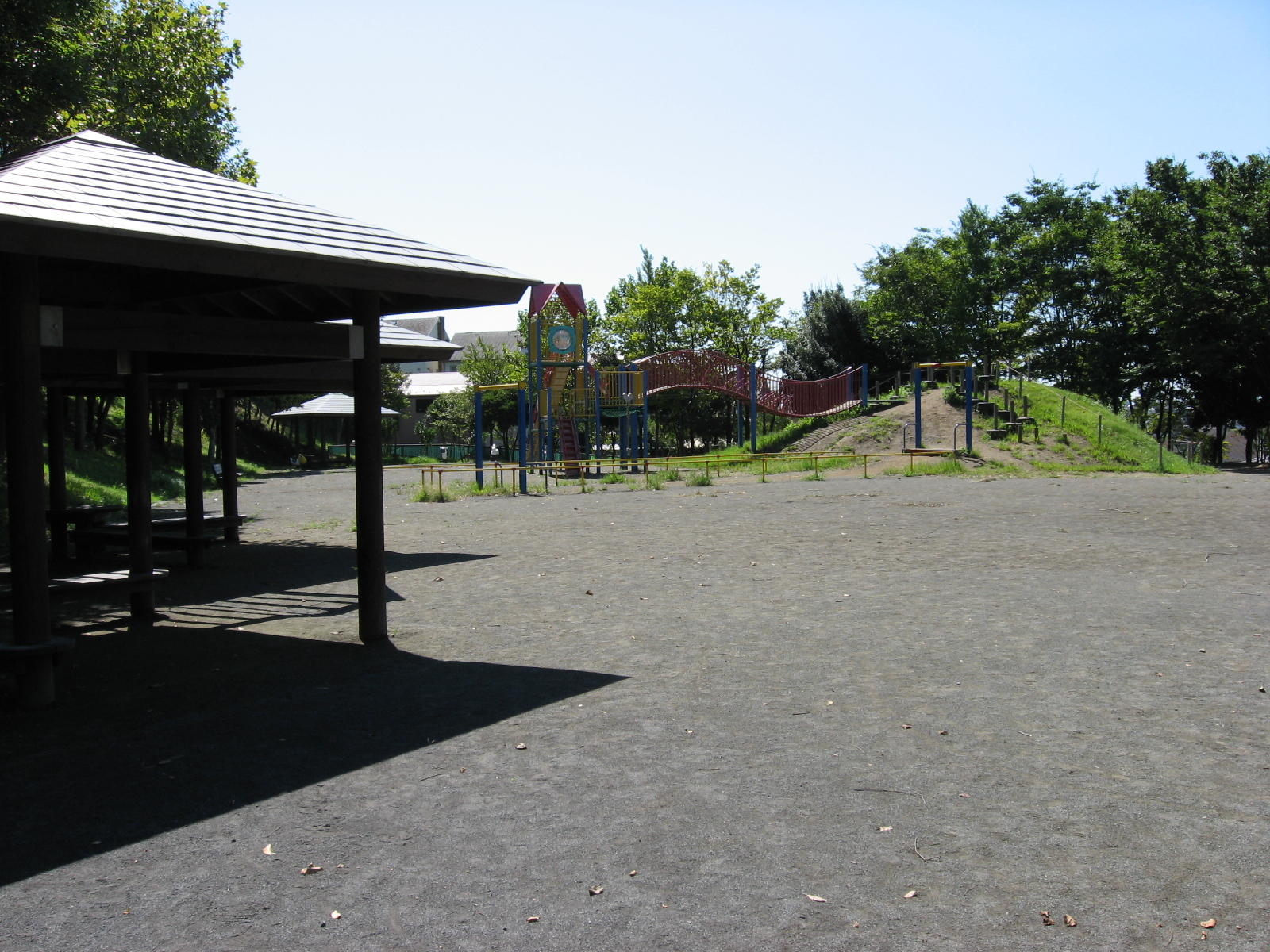
大場かやの木公園
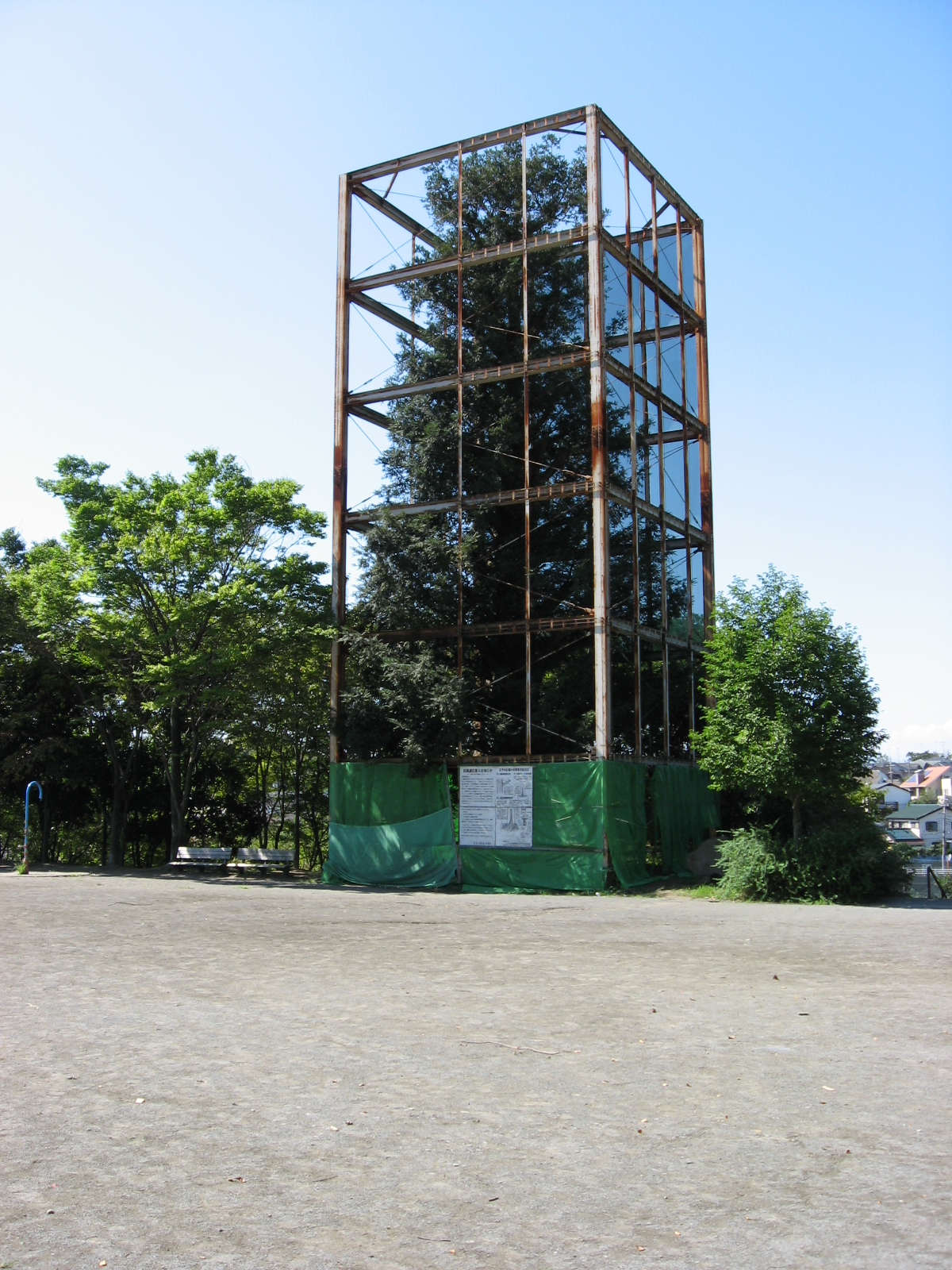
大場かやの木公園のカヤ。樹齢600年、高さ18m。
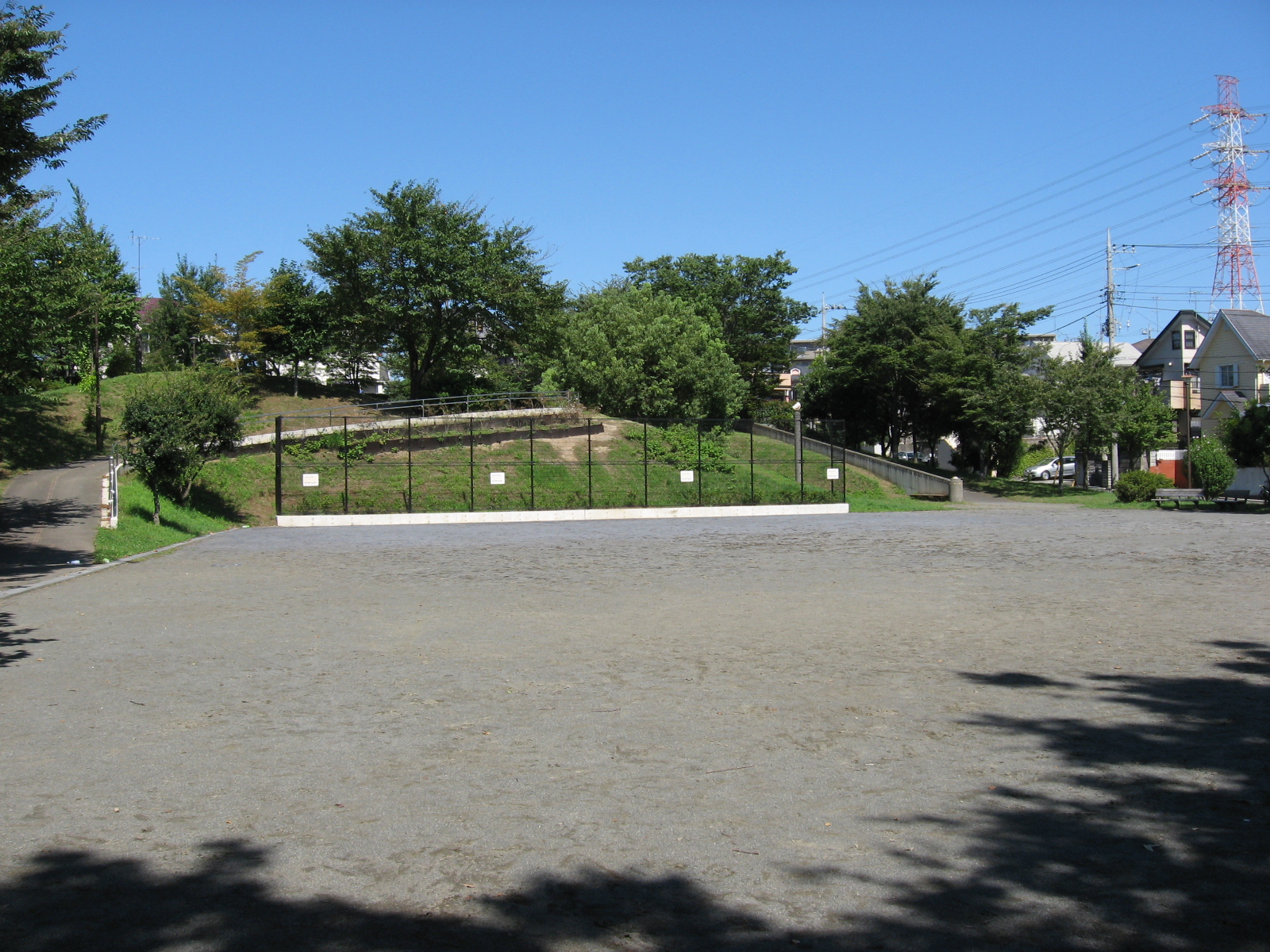
大場富士塚公園。奥には大きな滑り台がある。

## その他

### 日本郵便
- 郵便番号 : 225-0023[3]（集配局：青葉郵便局[30]）

### 警察
町内の警察の管轄区域は以下の通りである。
| 番・番地等 | 警察署     | 交番・駐在所 |
| ---------- | ---------- | ------------ |
| 全域       | 青葉警察署 | 鉄町交番     |